# Peter I. Karađorđević
Peter Karađorđević - "Zedinitelj", kralj Srbije, kasneje kralj Srbov, Hrvatov in Slovencev, * 29. junij 1844, Beograd, † 16. avgust 1921, Beograd.
Bil je sin kneza Aleksandra Karađorđevića. Leta 1867, v času izgnanstva Karađorđevićev iz Srbije, je končal višjo vojaško akademijo v Metzu. Kot prostovoljec v Francoski tujski legiji je sodeloval v francosko-pruski vojni leta 1870-1871 in bil zaradi hrabrosti oblikovan z legijo časti.
V bosansko-hercegovski vstaji proti Turkom leta 1875-1878 je pod imenom Petar Mrkonjić poveljeval enemu izmed odredov upornikov. Med letoma 1883 in 1890 je kot knežji zet živel z ženo, hčerko črnogorskega kneza Nikole, v Črni gori, nato pa se je leta 1890 zaradi ženine smrti preselil v Ženevo.
V Srbijo se je vrnil po usmrtitvi Aleksandra I. Obrenovića. 12. junija 1903 je bil izbran za kralja Srbije. V času njegove ustavne in parlamentarne vladavine se je v Srbiji razvilo gospodarstvo in kultura. V dveh balkanskih vojnah mu je uspelo razširiti srbsko ozemlje. Zaradi bolezni je bil prisiljen vladanje prepustiti sinu Aleksandru I. kot regentu.